# MR Весов
MR Весов (лат. MR Librae) — одиночная переменная звезда в созвездии Весов на расстоянии приблизительно 8572 световых лет (около 2628 парсеков) от Солнца. Видимая звёздная величина звезды — от +13,4m до +12,4m.

## Характеристики
MR Весов — пульсирующая переменная звезда типа RR Лиры (RRAB).